# Oreochromis esculentus
Oreochromis esculentus là một loài cá thuộc họ Cichlidae. Nó được tìm thấy ở Hồ Victoria và các hồ xung quanh Kenya, Tanzania, và Uganda. Các môi trường sống tự nhiên của chúng là đầm lầy và hồ nước ngọt.
Đây là loài cá có giá trị cao đối với ngư dân địa phương, họ gọi nó là ngege. Do loài du nhập săn mồi là cá rô sông Nile (Lates niloticus), nó trở nên hiếm với các nhóm chính trong hồ Victoria, ở đây số lượng loài giảm hơn 80% trong vòng 20 năm gần đây. Ngoài bị đe dọa do loài Nile perch, các cá thể còn lại cũng bị đe dọa bởi nạn đánh bắt quá mức, làm cho loài này thuộc nhóm cực kỳ nguy cấp.